# Dorfkirche Nichel

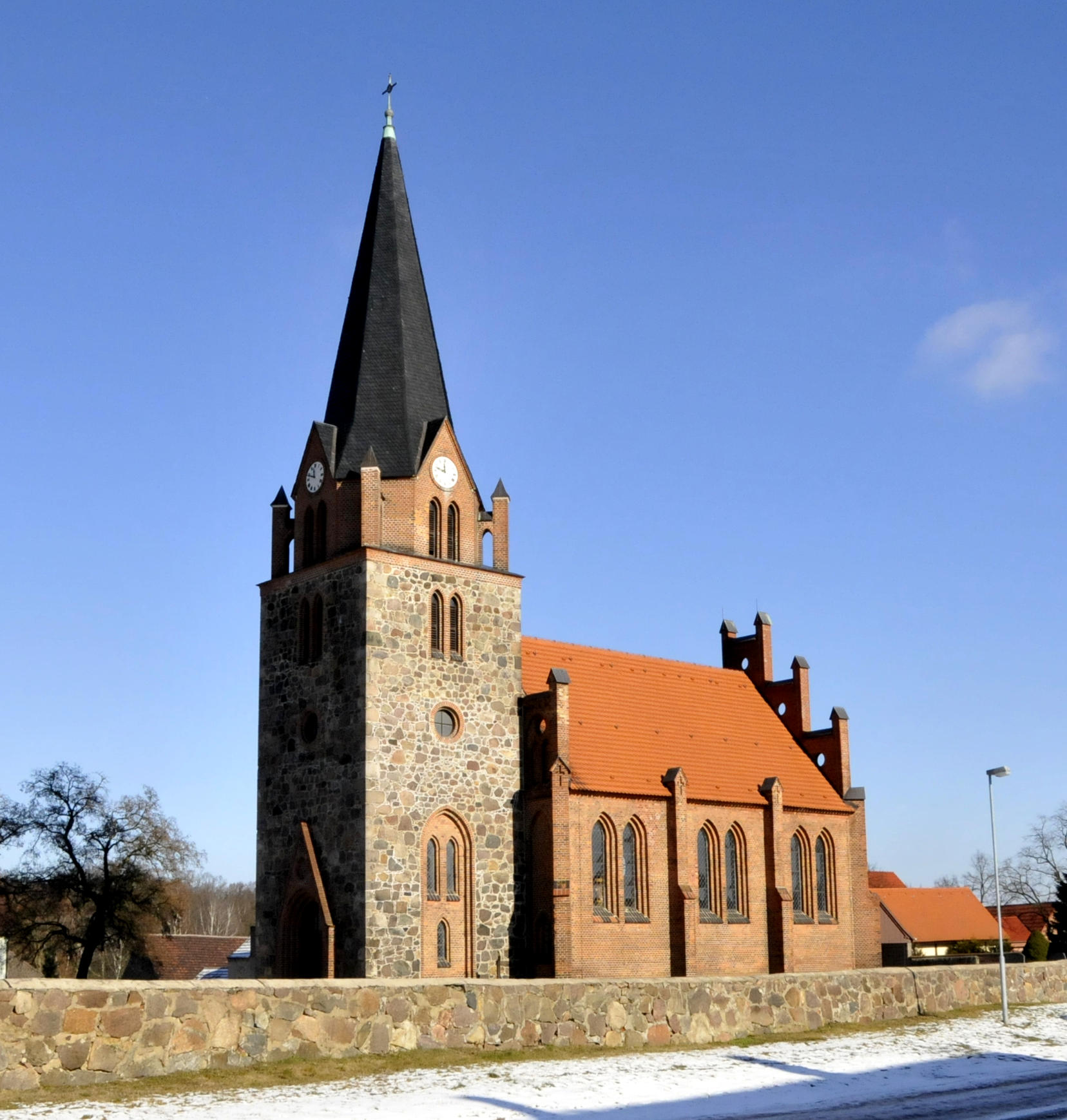
Dorfkirche Nichel

Die evangelische, denkmalgeschützte Dorfkirche Nichel steht in Nichel, einem Ortsteil der Gemeinde Mühlenfließ im Landkreis Potsdam-Mittelmark in Brandenburg. Die Kirchengemeinde gehört zum Kirchenkreis Mittelmark-Brandenburg der Evangelischen Kirche Berlin-Brandenburg-schlesische Oberlausitz.

## Beschreibung
An den quadratische Kirchturm einer mittelalterlichen Feldsteinkirche wurde 1868 nach einem Entwurf von Friedrich August Stüler aus dem Jahr 1860 ein neugotisches Langhaus aus Backsteinen nach Osten angebaut, das von Strebepfeilern gestützt wird, und mit einem Satteldach zwischen Staffelgiebeln bedeckt ist. Daran angefügt ist eine Apsis mit Fünfachtelschluss. Der Kirchturm wurde mit einem achteckigen Geschoss aus Backsteinen zwischen Strebepfeilern aufgestockt, das die Turmuhr beherbergt, und mit einem schiefergedeckten, spitzen Helm bedeckt.
Im Innenraum des Langhauses liegen die Sparren des Dachstuhls frei. Die Apsis ist mit einem Gewölbe überspannt. Auf der Empore im Westen des Innenraums steht die Orgel, die 1869 von Gottfried Wilhelm Baer gebaut wurde.